# 渡島国

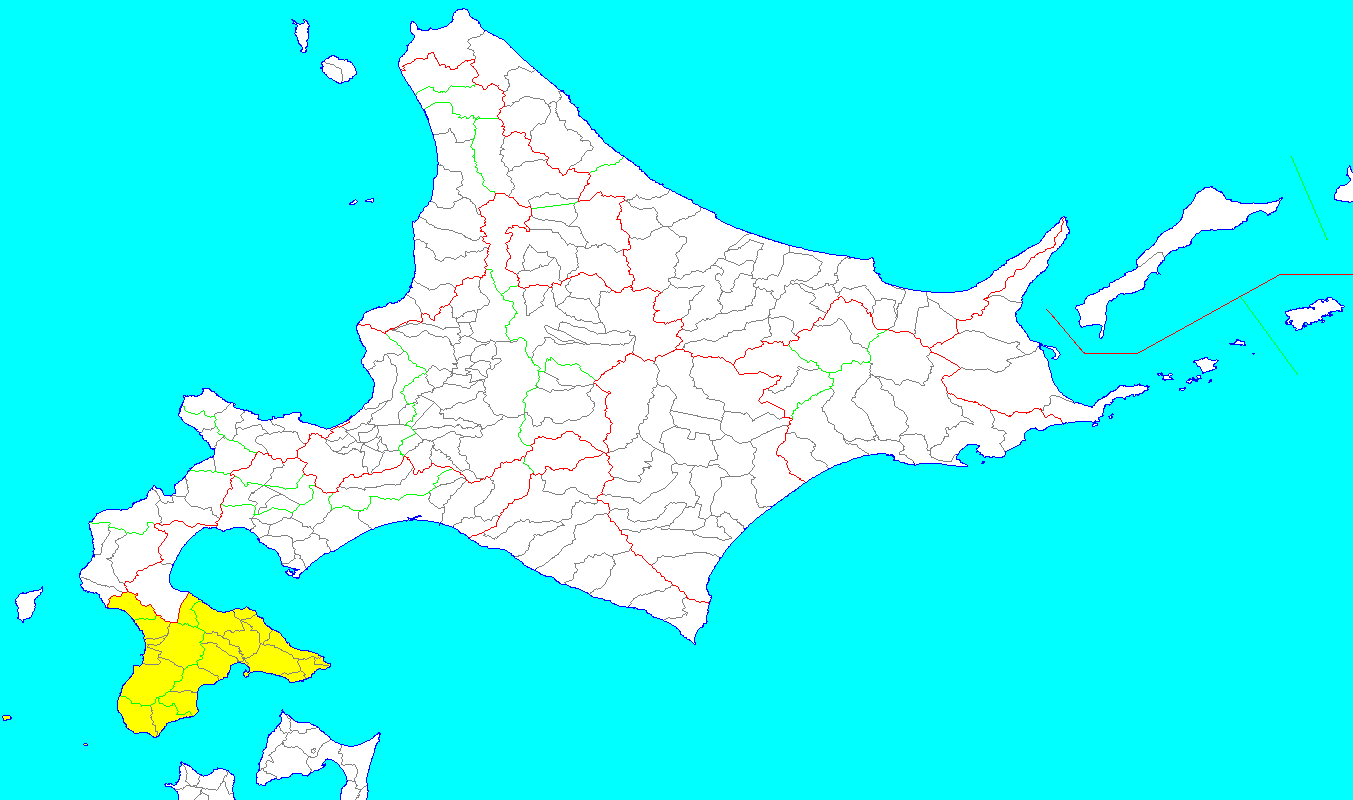
渡島国の範囲（1869年8月15日）

渡島国（おしまのくに）は、大宝律令の国郡里制を踏襲し戊辰戦争（箱館戦争）終結直後に制定された日本の地方区分の国の一つである。北海道 (令制)に含まれた。国名は北海道の旧称あるいは北海道の入り口を指している「渡島（わたりしま）」という言葉、読みは南部津軽の人たちがこの地を「おしま」と呼んだことに由来。道南に位置し、現在の渡島総合振興局管内と檜山振興局管内のそれぞれ南部（東は現在の八雲町のうち旧落部村以南、西は同じく旧熊石町以南）にあたる。

## 領域
1869年（明治2年）の制定時の領域は、現在の北海道の渡島総合振興局・檜山振興局管内から下記を除いた区域に相当する。
- 山越郡長万部町
- 二海郡八雲町の一部（野田追川より北西、雲石峠より北東）
- 久遠郡せたな町
- 瀬棚郡今金町
- 奥尻郡奥尻町

## 沿革
ここでは渡島国成立までについても記述する。
恵庭市の古墳から8世紀と推定される蕨手刀と和同開珎が発見されている。
『日本書紀』によると、蝦夷征討が盛んであった飛鳥時代の斉明天皇のころ、阿倍比羅夫による遠征がしばしば行われ、ヒグマを献上したとあることから、渡島国域にも訪れたとの説がある。このころにはすでに本州と北海道との間に交流があったと見られているが、10世紀中葉から11世紀後葉にかけて渡島半島の日本海側では擦文文化と本州土師器文化の混合的文化である青苗文化が展開していた。青苗文化人は擦文人同様に狩猟採集に従事するだけでなく、鉄器を生産したり、擦文社会と東北北部との商品交換をなかだちし、本州人と婚姻を結ぶこともあったと推測される。その後、鎌倉末期の14世紀初頭には、蝦夷の一類である渡党という集団が道南と津軽の間を往来して交易を行っていたという（『諏訪大明神絵詞』に記された当時の伝聞）。渡党の来歴については、本州から北海道に渡った和人が土着化したもの（海保嶺夫）、本州のプロトアイヌ（齋藤淳）、道南の先住民すなわちアイヌと本州から来た和人が混合した状況（菊池勇夫）、青苗文化人の後裔そのもの（瀬川拓郎）など諸説あるが、渡党を道南の住民とみる立場からは、渡島半島の松前をひとつの拠点としていたと考えられる。鎌倉時代に蝦夷沙汰職・蝦夷代官として得宗家の「東夷成敗」すなわち蝦夷の統括を現地で代行し、室町時代には日之本将軍を称して北方交易を掌握していた安藤氏は、道南の渡党と被官関係を結ぶこともあったと想定される。宝治元年には源頼家の家臣荒木大学が発見したとされる知内温泉が開湯している。
室町時代ころには、渡島国域に道南十二館をはじめとする和人の拠点が築かれていた。応仁の乱のちょうど十年前の康正3年、長禄元年にコシャマインの蜂起がおこり和人は窮地に陥ったが、花沢館館主・蠣崎季繁（上国守護）の客将・武田信広（松前家の祖）がコシャマイン親子を討ち取り危機を脱した。18世紀に編纂された松前藩の史書『福山秘府』には、松前家に伝わる銅雀台瓦硯はこの間の文明17年に北夷（樺太アイヌ）からもたらされたものとの伝承が記されている。その後も、永正9年ショヤ（庶野）、コウジ（訇時）兄弟率いる蝦夷が蜂起するなど戦いが散発したが、武田信広の嫡男蠣崎光広とその子義広が平定。和人豪族の統一もすすみ、蠣崎氏が支配権を確立してゆく。文禄元年、蠣崎慶広が豊臣秀吉から蝦夷島主として承認され安東氏から名実ともに独立、以降松前氏を名乗るようになる。
江戸時代に入ると松前藩が成立。このころ、松前城の基・福山館が築かれている。松前藩は蝦夷との交易独占権が認められており、蝦夷地各地に設けた場所と呼ばれる知行地で松前藩家臣は蝦夷（アイヌ）との交易を行っていた。運上屋では撫育政策としてオムシャなども行われた。漁場の状況については北海道におけるニシン漁史を参照されたい。和人地であった渡島国域には後の茅部郡に相当する地域に寛政12年まで箱館六ヶ場所が開かれていた。
- 箱館六ヶ場所（いずれも後の茅部郡）

小安場所・・・現函館市戸井小安地区周辺
戸井場所・・・現函館市戸井地区周辺
尻岸内場所・・・現函館市恵山地区周辺
尾札部場所・・・現函館市南茅部地区周辺
茅部場所・・・現茅部郡
野田追場所・・・旧落部村、現二海郡八雲町野田生周辺
享保16年（1731年）、国後および択捉の首長らが松前藩主のもとを訪れ、献上品を贈った。ウイマム交易である。
田沼意次時代の天明6年2月、佐藤玄六郎は幕府に提出した蝦夷地調査の報告書（「蝦夷地之儀是迄見聞仕候趣申上候書付」『蝦夷地一件』二）で、蝦夷地は穀物栽培を禁じており、上川郡域でアイヌが米作すると、和人は籾・種を没収し償いさせた、と記載（参考:奄美群島の歴史#近世）。山中で稗や粟を栽培する者もいたという。事実、貞享2年から水田のあった亀田郡域の大野村周辺など一部の例外を除き、ほとんど米作が行われていなかった。渡島国域をはじめとする松前藩の所領では、当初、蔵入地以外の蝦夷地及び和人地において給地に相当するものとして漁場および蝦夷との交易地域である商場（場所）を設け、そこでの交易権を知行として家臣に分与する商場（場所）知行制が行われていたが、後に交易権そのものを「場所請負人」の名目で商人に代行させて知行主は一定の運上金を得るという場所請負制に移行していった。
江戸時代から明治時代初頭にかけての渡島国の交通について、陸上交通では奥州街道の脇街道である松前道が仙台から津軽海峡を挟んで松前を経て箱館まで、また松前から上ノ国・江差方面へは小砂子（ちいさご）山道が、木古内から上ノ国までは木古内山道が、箱館から茅部峠を通り鷲ノ木方面に至る道（国道5号の前身）などが通じていた。この他、幕末になると福山-上ノ国間山道、江差と箱館を結ぶ鶉山道(大野越)、従来の茅部峠よりも距離の短い藤山-軍川間の軍川新道などが開削されている。また、渡島国内の河川には藩政時代から廃使置県までの間17箇所の渡船場数があり渡し船なども運行されていた。
海上交通は畿内や瀬戸内地域、山陰や北陸、奥羽といった日本海側地域などとの間に北前船の航路が開かれ、物流も盛んに行われた。
江戸時代初期の寛永17年、亀田郡域と茅部郡域にまたがる駒ヶ岳で山体崩壊を伴う噴火があり大津波が発生、内浦湾対岸の胆振国域で多数の死者が出ている。またこの噴火は寛永の大飢饉にも影響を与えた。承応2年には湯の川温泉が発見されている。元禄7年にも駒ケ岳が噴火、このときは火砕流を伴うものであった。（死者、行方不明者は、700人以上といわれている。）
江戸時代中期の寛保元年、大島が噴火し津波が発生、熊石から松前にかけて多くの犠牲者が出ている。松前藩の公式記録では1467人が死亡及び行方不明、村ごと消滅した場所もあるため、一説には、2000人 - 3000人以上とも。寛政元年のクナシリ・メナシの戦い（寛政蝦夷の乱）の後、乱の平定に尽力したアイヌ乙名（お味方蝦夷）たちが松前に赴き、藩主にウィマムした。このとき彼らを題材とした夷酋列像（蠣崎波響・作）が描かれている。
江戸時代後期の享和2年2月、江戸幕府が箱館に蝦夷奉行を置く。これは公議御料となっていた東蝦夷地を管轄した。同年5月蝦夷奉行を箱館奉行に改称。文化4年、渡島国域や西蝦夷地なども公議御料とされたため松前藩は陸奥国（後の岩代国）伊達郡梁川に9千石で転封（梁川藩）、箱館奉行を松前奉行と改め松前に置き、東北諸藩も警固に当たったが、文政4年公議御料となっていた渡島国域や蝦夷地などを松前藩領に復し松前氏が復帰。これに伴い松前奉行を廃した。弘化3年、亀田郡域東端の恵山で水蒸気爆発に伴う泥流が発生し犠牲者が出ている。安政元年には外国船に対する警固のため松前藩によって上磯郡域に戸切地陣屋が築かれたが、安政2年箱館開港などの影響で、渡島国域の乙部村以北と木古内村以東は再び公議御料とされ箱館に箱館奉行が置かれた。奉行「御預所」の警固は、爾志郡の乙部村以北は津軽藩、上磯郡と亀田郡西部が松前藩、亀田郡東部と茅部郡は南部藩が行った。その翌年、再び駒ケ岳が火砕流を伴う噴火。蝦夷松前限り通用であった箱館通宝も発行された。また、安政6 - 7年には見市温泉が発見されている。元治元年、箱館奉行所を五稜郭に移した。
戊辰戦争のころ、慶応4年明治新政府によって箱館奉行を引き継ぐ箱館裁判所（後の箱館府）が置かれ、また、松前藩は館城に移り館藩となる。館藩は、箱館湾海戦などの行われた箱館戦争で旧幕府軍（蝦夷共和国）と戦っている。蝦夷共和国は外国との条約も結んでいたため、後のガルトネル開墾条約事件の原因ともなった。箱館戦争終結後、箱館県（旧箱館府）は廃され新たに開拓使が箱館に置かれた。
- 明治2年（1869年）
  - 旧暦8月15日（9月20日）に渡島国7郡が制定された。
  - 旧暦9月30日、函館に開拓使出張所開庁。
- 明治4年（1871年）
  - 5月に開拓使庁が函館から札幌に移転。函館出張開拓使庁に改組。
  - 7月14日 廃藩置県に伴い館藩の旧領（爾志郡・檜山郡・津軽郡・福島郡）に館県設置。箱館府（箱館県）の管轄だった上磯郡・茅部郡・亀田郡の三郡は北海道開拓使の所管。
  - 9月 館県は道外の弘前県などと合併、弘前県（青森県）の一部となり消滅。
- 明治5年（1872年）
  - 壬申戸籍が編製される。
  - 4月9日（5月15日） - 全国一律に戸長・副戸長を設置。
  - 旧暦9月14日、函館の函館出張開拓使庁を開拓使函館支庁に改組。
  - 10月　福島郡など四郡（旧館県）が青森県から開拓使に移管。これにより北海道全域が開拓使の所管となる。
  - 旧暦10月10日（11月10日）、大区小区制施行。
  - 旧暦12月2日（1872年12月31日）、天保暦からグレゴリオ暦に改暦。
- 明治5～6年（1872～1873年）札幌本道が建設された。
- 明治12年（1879年）7月23日、郡区町村編制法（明治11年7月22日太政官布告第17号）施行。
- 明治14年（1881年）7月、知内村と小谷石村（福島村より分村）が福島郡から上磯郡に移管され津軽郡と福島郡を合わせて松前郡とし、六郡になった。同年、戸井、小安、尻岸内、椴法華の4村が茅部郡から亀田郡へ、野田追、由追、沼尻の各地区が茅部郡茅部村から胆振国山越郡山越内村へそれぞれ移管・編入されている。
- 明治15年（1882年）2月8日、廃使置県に伴い函館県（県庁所在地・亀田郡函館区）の所管となる。
- 明治29年（1896年）5月、渡島国で徴兵制度が施行された。

## 国内の施設

### 寺院
嘉吉3年に開山された檜山郡の上国寺にある本堂は、現存する中で北海道最古の建築物である。この他、室町時代に後志国奥尻郡より移った津軽郡の法源寺、江戸時代に開山した龍雲院や真宗大谷派函館別院、その他爾志郡の門昌庵･法蔵寺･無量寺などがある。

### 神社
渡島国への和人の進出は古く、それぞれ北海道最古の神社・姥神大神宮や船魂神社は鎌倉時代以前の、函館八幡宮や伊勢神宮の御霊を分祀したと伝わる山上大神宮は室町時代の創建、伊勢神宮の大麻（お札）を祀ると伝わる徳山大神宮も安土桃山時代には存在していた。
- 亀田郡 観音堂 （現船魂神社、函館市）
- 亀田郡 箱館神明宮（現山上大神宮、函館市）

総社・一宮以下
- 総社 
  - 亀田郡 函館八幡宮（函館市）
- 一宮
  - 檜山郡 姥神大神宮（檜山郡江差町）
  - 津軽郡 伊勢堂→神明社（現徳山大神宮、松前郡松前町）

姥神大神宮と徳山大神宮は渡島国一宮と称され、また函館八幡宮はかつての蝦夷地総社である。

## 地域

### 郡
渡島国は以下の7郡で構成された。
- 爾志郡
- 檜山郡
- 津軽郡（現在は消滅）
- 福島郡（現在は消滅）
- 上磯郡
- 茅部郡
- 亀田郡

### 江戸時代の藩
- 松前藩、松前城 （旧福山館）・松前氏（1万石各→3万石各）

### 人口
明治5年（1872年）の人口は、7万5830人を数え、北海道人口の6割に達していた。
その後の人口については渡島総合振興局#人口を参照。

## 人物

### 守護
室町時代の主なものを挙げる。茂別館・大館・花沢館を拠点としていた。

### 下国守護（茂別館館主）
- 1456年～ ? - 安東家政

### 松前守護（大館館主）
- 1456年 ～ ? - 下国定季
- ? ～1496年 - 下国恒季
- 1496年～1513年 - 相原季胤
- 1514年 ～ ? - 蠣崎光広（上国守護と兼務）

### 上国守護（花沢館館主）
- 1456年 ～ ? - 蠣崎季繁
- ? ～ - 蠣崎光広

## 渡島国の合戦
- 1457年：コシャマインの戦い
- 1515年または1519年：ショヤコウジ兄弟の戦い
- 1643年：ヘナウケの戦い
- 1868年 - 1869年：箱館戦争
  - 1869年：二股口の戦い
  - 1869年：箱館湾海戦